# Bu Xiangzhi
Bu Xiangzhi, chiń. 卜祥志, pinyin Bǔ Xiángzhì (ur. 10 grudnia 1985 w Qingdao) – chiński szachista, arcymistrz od 1999 roku.

## Kariera szachowa
W wieku niespełna 14 lat spełnił ostatnie wymagane warunki do otrzymania tytułu arcymistrzowskiego i w 1999 został najmłodszym szachistą, któremu przyznano ten tytuł. Na liście najmłodszych arcymistrzów przewodził do 2002, w którym wyczyn ten został pobity przez Siergieja Karjakina.
W szachy gra od 6. roku życia. W 1998 zdobył w Oropesa del Mar tytuł mistrza świata juniorów do lat 14. W 2000 spotkał się w Nowym Jorku z Tejmurem Radżabowem, pokonując go 6½ – 1½. W 2002 podzielił I miejsce w mistrzostwach Chin. W 2003 podzielił II miejsce w turnieju Corus Invitation Tens w Wijk aan Zee oraz podzielił I w turnieju strefowym (eliminacji mistrzostw świata) w Yongchuan. Zwyciężył również w otwartym turnieju w Mondariz. Rok później zdobył tytuł mistrza kraju. W 2005 podzielił II miejsce w turnieju open w Dubaju, natomiast w 2006 zdobył w Lagos tytuł akademickiego mistrza świata. W 2007 podzielił II miejsce w turnieju Corus B w Wijk aan Zee, zwyciężył w turnieju strefowym w Szantungu oraz w otwartych turniejach w Bad Wörishofen, Deizisau i Ottawie. Zdobył również w Bilbao Puchar Świata w grze „na ślepo” (w której partie rozgrywane są w pamięci, bez korzystania z szachowych bierek). W 2008 zajął II m. w turnieju Gibtelecom Masters w Gibraltarze, w dogrywce ulegając Hikaru Nakamurze oraz zwyciężył w Antwerpii. W 2012 zdobył w Guimarães tytuł akademickiego mistrza świata (po raz drugi w karierze). W 2014 podzielił I m. (wspólnie z Ding Lirenem) w Danzhou oraz zwyciężył w turnieju Politiken Cup w Kopenhadze.
Wielokrotnie reprezentował Chiny w turniejach drużynowych, m.in.:
- sześciokrotnie na olimpiadach szachowych (w latach 2002, 2004, 2006, 2008, 2010, 2012); medalista: wspólnie z drużyną – srebrny (2006)[9],
- dwukrotnie na drużynowych mistrzostwach świata (w latach 2005, 2013); czterokrotny medalista: wspólnie z drużyną – dwukrotnie srebrny (2005, 2013) oraz indywidualnie – dwukrotnie srebrny (2005 – na I szachownicy, 2013 – na IV szachownicy)[10],
- na drużynowych mistrzostwach Azji (w roku 2008); medalista: wspólnie z drużyną – złoty (2008)[11],
- dwukrotnie na igrzyskach azjatyckich (w latach 2006, 2010); dwukrotny medalista: wspólnie z drużyną – złoty (2010) i srebrny (2006)[12],
- dwukrotnie na halowych igrzyskach azjatyckich (w latach 2007, 2009); dwukrotny medalista: wspólnie z drużyną – dwukrotnie złoty (2007, 2009)[13].

Najwyższy ranking w karierze (stan na październik 2017) osiągnął 1 października 2017, z wynikiem 2730 punktów zajmował wówczas 28. miejsce na światowej liście FIDE, jednocześnie zajmując 5. miejsce wśród chińskich szachistów.